# Magomed Kuruglijew
Magomed Tschikibubajewitsch Kuruglijew (* 16. Januar 1974 in Tsnal, Dagestanische ASSR) ist ein ehemaliger kasachischer Ringer. Er war vielfacher Medaillengewinner bei Welt- und Asienmeisterschaften im freien Stil.

## Werdegang
Magomed Kuruglijew begann als Jugendlicher im Jahre 1988 mit dem Ringen. Der 1,78 Meter große Athlet, der als Erwachsener meist im Mittelgewicht rang, gehörte dem zentralen Sportklub der kasachischen Armee in Alma-Ata (heute Almaty) an. Er rang nur im freien Stil und wurde von Danim Atamkulow und Walentin Pustawetow trainiert.
Seine internationale Karriere begann Magomed Kuruglijew bei der Junioren-Weltmeisterschaft (Espoirs) im Jahre 1993 in Athen. Er belegte dabei im Mittelgewicht hinter Eldar Assanow aus der Ukraine, aber vor Leslie Gutches aus den Vereinigten Staaten den 2. Platz.
Im Seniorenbereich debütierte er 1995. Dabei kam er bei der Asien-Meisterschaft in Manila im Halbschwergewicht auf den 5. Platz. Einige Wochen später startete er bei der Weltmeisterschaft in Atlanta im Weltergewicht, also zwei Gewichtsklassen tiefer. Das starke Abtrainieren wird dabei nicht spurlos an ihm vorübergegangen sein, denn er belegte dort nur den 16. Platz.
Magomed Kuruglijew startete allerdings auch in den Jahren 1996 und 1997 im Weltergewicht. Die besten Ergebnisse waren dabei der 2. Platz bei der Asien-Meisterschaft 1996 in Xiaoshan/China, wo er hinter dem Südkoreaner Park Jang-soon den 2. Platz belegte und der 1. Platz bei der Ost-Asien-Meisterschaft 1997 in Busan/Südkorea, wo er sogar den starken Südkoreaner Moon Eui-jae besiegte. Bei den Olympischen Spielen 1996 in Athen verlor er seine beiden Kämpfe, die er bestritt und erreicht deshalb nur den 19. Platz und auch bei der Weltmeisterschaft 1997 in Krasnojarsk blieb er sieglos, er verlor dort u. a. gegen David Bichinashvili, der damals noch für die Ukraine startete, später aber zum Deutschen Ringerbund wechselte, und landete auf dem 27. Platz.
Wesentlich erfolgreicher schnitt Magomed Kuruglijew bei der Weltmeisterschaft 1998, wieder im Mittelgewicht startend, in Teheran ab. Er gewann dort vier Kämpfe und verlor nur gegen Magomed Ibragimow aus Mazedonien und Chadschimurad Magomedow aus Russland, womit er einen guten 5. Platz belegte.
Bei den Olympischen Spielen 2000 in Sydney verlor er gegen Yoel Romero Palacio aus Kuba und Igors Samusonoks aus Lettland und erreichte mit nur einem Sieg über den Kanadier Justin Abdou den 10. Platz.
Eine Silbermedaille gewann Magomed Kuruglijew bei den Asien-Spielen 2002 in Busan, dabei wurde er erst im Finale von Moon Eui-jae besiegt. 2003 kam er bei der Weltmeisterschaft in New York im Mittelgewicht wieder auf einen guten 5. Platz. Er besiegte dabei Hidekuzur Yokoyama aus Japan, Sergei Kolesnikow aus Israel und Nicolae Ghiță aus Rumänien. Bei den Olympischen Spielen 2004 in Athen gelang es ihm dann wieder nicht, sich im Vorderfeld zu platzieren. Er verlor gegen Sergei Borchanko aus der Ukraine und Cael Sanderson aus den Vereinigten Staaten, den späteren Olympiasieger und erreichte nur den 18. Platz.
Im Jahre 2005 wurde Magomed Kuruglijew dann endlich für seine Ausdauer belohnt. Er gewann bei der Weltmeisterschaft in Budapest im Mittelgewicht mit einem 3. Platz eine WM-Bronzemedaille. Dabei besiegte er Daniel Kennedy aus Irland, Arkadij Zopa aus Bulgarien, Travis Cross aus Kanada und, was besonders bemerkenswert ist, Saschid Saschidow aus Russland, den Weltmeister von 2003. Gegen Rewas Mindoraschwili aus Georgien verlor er.
Zum Abschluss seiner Karriere belegte er dann im Jahre 2006 bei den Asien-Spielen in Doha im Mittelgewicht hinter Reza Yazdani aus dem Iran und Sajurbek Sochijew aus Usbekistan den 3. Platz.
Seit Beendigung seiner aktiven Laufbahn ist er in Kasachstan als Ringertrainer tätig.

## Internationale Erfolge
| Jahr | Platz | Wettbewerb                                    | Gewichtsklasse | |
| 1993 | 2.    | Junioren-WM (Espoirs) in Athen                | Mittel         | hinter Eldar Assanow, Ukraine, vor Leslie Gutches, USA |
| 1995 | 4.    | CISM-Militär-WM                               | Mittel         | hinter Stanislaw Albegow, Russland, Alireza Heidari, Iran u. Eldar Assanow |
| 1995 | 5.    | Asien-Meisterschaft in Manila                 | Halbschwer     | hinter Rasoul Khadem Azghadi, Iran, Tatsuo Kawai, Japan, Bajanmönchiin Gantogtoch, Mongolei u. Tachir Jangurasow, Kirgisistan |
| 1995 | 16.   | WM in Atlanta                                 | Welter         | Sieger: Buwaisar Saitijew, Russland vor Alexander Leipold, Deutschland u. Alberto Rodriguez Hernandez, Kuba |
| 1995 | 2.    | Zentral-Asiatische Meisterschaft in Taschkent | Mittel         | hinter Ruslan Kinchagow, Usbekistan, vor Amangendi Abirow, Turkmenistan |
| 1996 | 2.    | Asien-Meisterschaft in Xiaoshan/China         | Welter         | hinter Park Jang-soon, Südkorea, vor Issa Momeni, Iran |
| 1996 | 6.    | Grosser Preis von Deutschland in Leipzig      | Welter         | hinter Turan Ceylon u. Nuri Zengin, bde. Türkei, Árpád Ritter, Ungarn, Alberto Rodriguez Hernandez, Kuba u. Jeff Catrabone, USA |
| 1996 | 19.   | OS in Atlanta                                 | Welter         | nach Niederlagen gegen Viktor Peikow, Moldawien u. Magomed Salam Gadschijew, Aserbaidschan |
| 1997 | 4.    | Asien-Meisterschaft                           | Welter         | hinter Moon Eui-jae, Südkorea, Tümen-Öldsiin Mönchbajar, Mongolei u. Sagid Katinowassow, Usbekistan |
| 1997 | 1.    | Ost-Asien-Meisterschaft in Busan/Südkorea     | Welter         | vor Moon Eui-jae u. Tümen-Öldsiin Mönchbajar |
| 1997 | 27.   | WM in Krasnojarsk                             | Welter         | nach Niederlagen gegen David Bichinashvili, Ukraine u. Kamil Kocaoğlu, Türkei |
| 1997 | 1.    | Asia-Oceania Cup in Bangkok                   | Mittel         | vor Alireza Heidari u. Yoshinori Kawasaki, Japan |
| 1998 | 5.    | WM in Teheran                                 | Mittel         | mit Siegen über Michal Seweryn Stanislawski, Polen u. Alexander Markow, Kirgisistan, einer Niederlage gegen Magomed Ibragimow, Mazedonien, Siegen über Gotcha Tschichradse, Georgien u. Leslie Gutches u. einer Niederlage gegen Chadschimurad Magomedow, Russland |
| 1998 | 3.    | Asien-Spiele in Bangkok                       | Mittel         | mit Sieg über Bolotbek Omurachunow, Kirgisistan, Niederlage gegen Rassul Katinowassow, Usbekistan u. Siegen über Yang Hyung-mo, Südkorea u. Tatsuo Kawai |
| 1999 | 7.    | WM in Ankara                                  | Mittel         | mit Siegen über Gabor Kapuvari, Ungarn, Neeme Janson, Estland u. Plamen Penew, Bulgarien u. einer Niederlage gegen Yoel Romero Palacio, Kuba |
| 2000 | 10.   | OS in Sydney                                  | Mittel         | nach Niederlage gegen Yoel Ramirez Palacio, Sieg über Justin Abdou, Kanada u. Niederlage gegen Igors Samusonoks, Lettland |
| 2001 | 2.    | Ost-Asien Spiele in Osaka                     | Mittel         | hinter Tatsuo Kawai, vor Li Ruicai, China |
| 2001 | 8.    | WM in Sofia                                   | Mittel         | mit Siegen über Ali Özen, Türkei u. Thomas Bucheli, Schweiz u. einer Niederlage gegen Brandon Eggum, USA |
| 2002 | 2.    | Asien-Spiele in Busan                         | Mittel         | hinter Moon Eui-jae, Südkorea, vor Schamil Aliew, Tadschikistan, Aslan Sanakojew, Usbekistan u. Pejman Dorostkar, Iran |
| 2003 | 3.    | Asien-Meisterschaften in New Delhi            | Mittel         | hinter Pejman Dorostkar u. Schamil Aliew, vor Bujandelgeriin Batbajar, Mongolei u. Mauraus Girard Vala, Philippinen |
| 2003 | 5.    | WM in New York                                | Mittel         | mit Siegen über Hidekazu Yokoyama, Japan, Sergei Kolesnikow, Israel u. Nicolae Ghiță, Rumänien u. einer Niederlage gegen Sergei Borchanko, Ukraine |
| 2003 | 4.    | Asien Cup in Almaty                           | Mittel         | hinter Moon Eui-jae, Narantsetsegiin Bürenbaatar, Mongolei u. Wadim Tokajew, Kasachstan |
| 2004 | 4.    | „Iwan-Yarigin“-Memorial in Krasnojarsk        | Mittel         | hinter Saschid Saschidow, Russland, Cael Sanderson, USA u. Wadim Lalijew, Russland |
| 2004 | 3.    | Asien-Meisterschaft in Teheran                | Mittel         | hinter Feridon Ghanbaripisar, Iran u. Moon Eui-jae |
| 2004 | 18.   | OS in Athen                                   | Mittel         | nach Niederlagen gegen Sergei Borchanko u. Cael Sanderson, USA |
| 2005 | 2.    | Alexander-Medwed-Turnier in Minsk             | Mittel         | hinter Saschid Saschidow, Russland, vor Gennadi Lalijew, Kasachstan u. Mucha, Ukraine |
| 2005 | 3.    | Beloglasow-Turnier in Kaliningrad             | Mittel         | hinter Kulisch, Russland u. Amajew, Usbekistan |
| 2005 | 3.    | Ziolkowski-Turnier in Siedlce/Polen           | Mittel         | hinter Taras Danko, Ukraine u. Naurus Temresow, Russland |
| 2005 | 3.    | WM in Budapest                                | Mittel         | mit Siegen über Daniel Kennedy, Irland u. Arkadij Zopa, Bulgarien, einer Niederlage gegen Rewas Mindoraschwili, Georgien u. Siegen über Travis Cross, Kanada u. Saschid Saschidow, Russland                                                                        |
| 2005 | 2.    | CISM-Militär-WM in Vilnius                    | Mittel         | hinter David Bichinashvili, Deutschland, vor Serhat Balcı, Türkei |
| 2006 | 15.   | WM in Guangzhou/China                         | Mittel         | mit einem Sieg über Sergei Kolesnikow u. einer Niederlage gegen Serhat Balcı, Türkei |
| 2006 | 3.    | Asien-Spiele in Doha                          | Mittel         | nach einer Niederlage gegen Reza Yazdani, Iran u. Siegen über Anuj Kumar, Indien u. Shinya Matsumoto, Japan |

Anm.: alle Wettkämpfe im freien Stil, OS = Olympische Spiele, WM = Weltmeisterschaft, Weltergewicht, bis 1996 bis 74 kg, von 1997 bis 2001 bis 76 kg Körpergewicht, Mittelgewicht, bis 1996 bis 82 kg, von 1997 bis 2001 bis 85 kg, seit 2002 bis 84 kg Körpergewicht, Halbschwergewicht, bis 1996 bis 90 kg Körpergewicht